# Errico Petrella
Pour les articles homonymes, voir Petrella.
Errico Petrella (Palerme, 10 décembre 1813 – Gênes, 7 avril 1877) est un compositeur d'opéras italien.

## Biographie
Petrella est né à Palerme, capitale du royaume de Sicile. Il est un descendant de l'école napolitaine et le compositeur italien le plus en succès avant Verdi, surtout pendant les années 1850 et 1860. Il connaît également le mépris de ce dernier pour ses compositions grossières et dramatiques, qu'il a néanmoins joué sur scène. Petrella était un célèbre compositeur de son époque, à la fois pour l'opera buffa et des œuvres plus sérieuses. Son meilleur opéra, Jone, a une force et une vitalité mélodramatique considérable. Le style mélodique de Petrella, démodé en comparaison des opéras de Verdi des années 1850, est toujours attrayant.
Aucune de ses premières œuvres, créées entre décembre 1829 et 1839, n'ont particulièrement réussi. Il a fallu attendre Il carnevale di Venezia (Naples, Nuovo, le 20 mai 1851) pour qu'il soit vraiment remarqué. Elena di Tolosa (Naples, Fondo, 12 août 1852) a suivi. Enfin, en 1854, il prend l'opéra italien à l'assaut avec Marco Visconti (Naples, San Carlo, 1854). L'assedio di Leida (La Scala, 1856) est son quatrième triomphe immédiat, tandis que Jone (La Scala, 1858) est un événement majeur et est resté dans le répertoire jusqu'au XXe siècle. À deux exceptions près (La Contessa d'Amalfi et I Promessi Sposi) ses opéras de la décennie 1860 ont généralement échoué.
En 1872, son opéra Manfredo, basé sur le poème de Lord Byron, est produit à Naples, avec la soprano française Gabrielle Krauss dans lors de sa première apparition en Italie. À cette occasion, la production a été un grand succès et le compositeur est présenté avec une médaille d'argent de la couronne. Krauss créer également un rôle dans Bianca Orsini de Petrella, le 4 avril 1874.
Il est mort à Gênes, trois ans plus tard, âgé de 64 ans.
Peut-être en raison de la désapprobation de Verdi, il s'est passé près de 50 ans avant qu'une œuvre de Petrella soit reprise en Italie. Une représentation de Jone, donnée à Caracas en 1981 est disponible au disque. L'opéra a été relancé, non en l'honneur de son compositeur, mais parce qu'elle avait été donnée en ouverture de saison du Théâtre Municipal de la ville, cent ans plus tôt.

## Œuvres (sélection)
- Il carnevale di Venezia ossia Le precauzioni (1851)
- Elena di Tolosa (1852)
- Marco Visconti (1854)
- L'assedio di Leida o Elnava(1856)
- Jone o L'ultimo giorno di Pompei (1858)
- La contessa d'Amalfi (1864)
- I promessi sposi (Petrella) (1869)